# Liste des demandes de restitutions d'œuvres d'art spoliées par les nazis
La liste des demandes de restitutions d'œuvres d'art spoliées par les nazis est un complément de l'article Restitution des œuvres d'art spoliées sous le Troisième Reich et recense les œuvres d'art spoliées par le régime nazi et restituées à leurs anciens propriétaires. Dans la plupart des cas, cette restitution s'est faite dans le cadre de la Déclaration de Washington de 1998, sauf quelques cas de restitutions antérieures.
La liste est organisée par État dans lesquels les peintures se trouvaient, lorsque la restitution été demandée. 

## Australie et Nouvelle-Zélande
| Illustration | Artiste et œuvre                                                                 | Collection d'origine / Origine de la demande                                                                                          | Résultat |
| ------------ | -------------------------------------------------------------------------------- | --- | --- |
|              | Cornelis Bega Peintures aux titres inconnus                                      | Collection Federico Gentili die Giuseppe Demande au musée national d'Australie-Méridionale d'Adélaïde (Australie)                     | Restitution en 2000 par compensation. |
|              | Gerard ter Borch Portrait d'une femme avec un éventail Huile sur toile vers 1670 | Collection Max Emden (de) Demande à la National Gallery de Victoria, Melbourne (Australie)                                            | La décision définitive sur la demande de restitution est en attente. |
|              | Macchiaioli Cinq tableaux Milieu du XIXe siècle                                  | Collection Cino Vitta Demande de restitution à la Public Galery of Art, Nouvelle-Zélande, de cinq tableaux de l'école de Macchiaioli. | Après un règlement à l'amiable en avril 1999, trois peintures sont restées dans le musée et deux ont été placées dans une vente aux enchères. Le produit de la vente a été divisé entre le musée et les héritiers,. |

## Allemagne
| Illustration | Artiste et œuvre                                                                       | Collection d'origine / Origine de la demande | Résultat |
| ------------ | -------------------------------------------------------------------------------------- | --- | --- |
|              | Lucien Adrion La Procession, huile sur toile, 1927                                     | Collection Ismar Littmann (de) Demande à la Fondation Ernst Strassmann. | Le tableau est restitué aux héritiers le 17 juin 2003. |
|              | Bernardo Bellotto Canal Zwinger à Dresde, huile sur toile, 1751                        | Collection Max Emden (de) | Pas de restitution. |
|              | Cornelis Bega Autoportrait, esquisse à l'huile sur papier, avant 1664                  | Collection Jacques Goudstikker (de) Demande à la Kunsthalle de Hambourg (Allemagne) | Restitution en octobre 2006, |
|              | Carl BlechenFaune endormi, huile sur bois, avant 1840                                  | Collection Clara Freund, épouse de Julius Freund (de) Demande à l'État fédéral allemand pour ce tableau ainsi que deux autres de Carl Blechen et une aquarelle d'Anselm Feuerbach.                                                                                               | Restitué aux héritiers en 2009, |
|              | Lovis Corinth Femme avec lys dans une serre, huile sur toile, 1911                     | Collection Otto Ollendorff Demande au musée de Görlitz (Allemagne). Le commerçant et collectionneur de Breslau, Otto Ollendorf s'est suicidé en 1939, sa femme et ses enfants purent émigrer, la collection fut confisquée et intégrée dans la collection municipale de Görlitz. | Les héritiers Ollendorf ont exprimé une demande après la réunification allemande en 1990. En 1998, celle-ci a été satisfaite.                                            |
|              | Lovis Corinth Portrait de Charlotte Corinth, huile sur toile, 1915                     | Collection Ismar Littmann (de) Demande à la Hamburgische Landesbank (Allemagne) | Restitué aux héritiers le 27 novembre 2001. |
|              | Lovis Corinth Paysage romain, huile sur toile, 1914                                    | Collection Curt Glaser (de) Demande à la ville de Hanovre / Musée Sprengel (Allemagne) | Restitué le 24 septembre 2007. |
|              | Carl Spitzweg Le Sorcier, huile sur toile, 1875/80                                     | Collection Leo Bendel (de) Demande à Kunstsammlung Rudolf August Oetker GmbH (de), Bielefeld (Allemagne). | Restitué en 2019 |
|              | Cornelis Springer Marché avec hôtel de ville et église, huile sur toile, 1870          | Collection Victor Ephrussi Demande à la ville de Lübeck (Allemagne) | Restitué aux héritiers en février 2004. |
|              | David Teniers Ländliche Szenen, huile sur toile, 1677                                  | Collection Jacques Goudstikker Demande à la ville de Cologne (Musée Wallraf Richartz) (Allemagne) | Restitution aux héritiers en décembre 2005. |
|              | Hans Thoma Coucher de soleil sur le lac de Garde, huile sur toile                      | Collection Ottmar Strauss Demande aux Collections de peintures de l'État de Bavière (de) (Allemagne). | Restitué le 5 octobre 2004. |
|              | Giambattista Tiepolo L'Adieu de Rinaldo à Armida, huile sur toile, vers 1725–1726      | Collection Frederico Gentili di Giuseppe Demande à la Gemäldegalerie de Berlin (Allemagne) | Restitué en novembre 1999. |
|              | Lorenzo Baldissera Tiepolo Portrait d'un homme barbu, huile sur toile, XVIIIe siècle   | Collection Jacques Goudstikker Demande au musée Herzog-Anton-Ulrich à Brunswick (Allemagne) | Restitution en décembre 2006 aux héritiers Goudstikker. |
|              | Jacopo Tintoretto Portement de la croix, huile sur toile                               | Collection Lucie Mayer-Fuld Demande à Karl Haberstock (de) (Allemagne) | Accord entre Lucie Mayer-Fuld et Karl Haberstock (trafiquant d'art). La peinture appartient depuis à la collection du musée d'art de la ville de Düsseldorf (Allemagne). |
|              | Cornelis Troost Tableau familial, huile sur toile, XVIIIe siècle                       | Collection Jacques Goudstikker Demande au musée de Wiesbaden (Allemagne) | Restitution aux héritiers Goudstikker le 25 avril 2007. |
|              | Constant Troyon Vaches sur la plaine, huile sur toile,                                 | Collection Jacques Goudstikker Demande à la ville de Cologne (Allemagne) | Le tableau est restitué aux héritiers en décembre 2005. |
|              | Franz Xaver Winterhalter Jeune Fille des monts Sabins, huile sur toile, vers 1835      | Collection Max Stern demande à la baronne Maria-Luise Bissonnette (États-Unis), | Restitué le 27 décembre 2007 aux héritiers et au Max Stern Art Restitution Project (Canada),.                                                                            |
|              | Philips Wouwerman École d'équitation, huile sur toile, XVIIe siècle                    | Collection Arthur Goldschmidt Demande à la Fondation Karl et Magdalene Haberstock (de) à Augsbourg (Allemagne). Le tableau était à la fin du XIXe siècle la possession de la famille française Rothschild et en mars 1941, il appartenait au marchand d'art Arthur Goldschmidt.  | La Fondation Haberstock (de) a signalé en 2000. L'ayant droit a été retrouvé et le tableau restitué.                                                                     |
|              | Henri Matisse Femme assise, huile sur toile, vers 1924                                 | Collection Paul Rosenberg Demande aux autorités après qu'il a été retrouvé dans la « collection Gurlitt » en 2013 | Remis aux héritiers en 2015. |
|              | Jean-Louis Forain Portrait de femme de profil, huile sur toile, 1881                   | Collection Armand Dorville Demandes aux autorités après qu'ils ont été retrouvés dans la « collection Gurlitt » en 2013 | Restitués aux héritiers en 2020. |
|              | Jean-Louis Forain Femme en robe du soir, aquarelle, vers 1880                          | Collection Armand Dorville Demandes aux autorités après qu'ils ont été retrouvés dans la « collection Gurlitt » en 2013 | Restitués aux héritiers en 2020. |
|              | Constantin Guys Amazone sur un cheval cabré, encre sur papier                          | Collection Armand Dorville Demandes aux autorités après qu'ils ont été retrouvés dans la « collection Gurlitt » en 2013 | Restitués aux héritiers en 2020. |
|              | Camille Pissarro La Seine vue du Pont-Neuf, au fond le Louvre,                         | Collection Max Heilbronn Demande aux autorités après qu'il a été retrouvé dans la « collection Gurlitt » en 2013 | Restitué aux ayants droit en 2017. |
|              | Adolph von Menzel Inneres einer gotischen Kirche, dessin, 1874                         | Collection Elsa Helene Cohen Demande aux autorités après qu'il a été retrouvé dans la « collection Gurlitt » en 2013 | Restitué aux héritiers en 2017. |
|              | Ferdinand Georg Waldmüller Der Wildbach Strubb bei Ischi, huile sur toile, 1831        | Collection Hermann Eissler (de) Demandes aux autorités après qu'il ont été retrouvés dans la « collection Gurlitt » en 2013 | Remis aux héritiers en 2017. |
|              | Ferdinand Georg Waldmüller Der Dachstein von Alt-Aussee gesehen, huile sur toile, 1834 | Collection Hermann Eissler (de) Demandes aux autorités après qu'il ont été retrouvés dans la « collection Gurlitt » en 2013 | Remis aux héritiers en 2017. |
|              | Thomas Couture Portrait de jeune femme assise, huile sur toile, 1850                   | Collection Georges Mandel. Demande aux autorités après qu'il a été retrouvé dans la « collection Gurlitt » en 2013 | Restitué à sa petite-fille, Maria de las Mercedes Estrada en 2019 |
|              | Paul Signac Quai de Clichy. Temps gris, huile sur toile, 1887                          | Collection Gaston Prosper Levy Demande aux autorités après qu'il a été retrouvé dans la « collection Gurlitt » en 2013. | Restitué aux héritiers en 2019. |
|              | Nicolas de Largillierre La Dame en Pomone, huile sur toile                             | Collection Jules Strauss Demande à la Gemäldegalerie Alte Meister de Dresde (Allemagne) | Restitué à ses petits-enfants en février 2021. |
|              | Carl Spitzweg Das Klaverspiel,                                                         | Collection Henri Hinrichsen (en) Demande aux autorités après qu'il a été retrouvé dans la « collection Gurlitt » en 2013 | Restitué à ses ayants droit en janvier 2021. |
|              | Adam van Breen Paysage avec canal gelé, les patineurs et bateaux, huile sur bois, 1611 | Collection Jacques Goudstikker Demande auprès de la ville de Trèves (Allemagne). | Restitué à l'héritière de Goudstikker, Marei von Staher. |

## Autriche
| Illustration | Artiste et œuvre                                 | Collection d'origine / Origine de la demande | Résultat                                      |
| ------------ | ------------------------------------------------ | --- | --------------------------------------------- |
|              | Gustav KlimtAdele Bloch-Bauer I, 1907            | Collection Adele et Ferdinand Bloch-Bauer, Österreichische Galerie Belvedere, demande introduite par Maria Altmann et son avocat E. Randol Schoenberg contre l'État autrichien. | Restitutions à Maria Altmann le 18 juin 2006. |
|              | Gustav KlimtA. Bloch-Bauer II, 1912              | Collection Adele et Ferdinand Bloch-Bauer, Österreichische Galerie Belvedere, demande introduite par Maria Altmann et son avocat E. Randol Schoenberg contre l'État autrichien. | Restitutions à Maria Altmann le 18 juin 2006. |
|              | Gustav Klimt, Buchenwald/Birkenwald, 1903        | Collection Adele et Ferdinand Bloch-Bauer, Österreichische Galerie Belvedere, demande introduite par Maria Altmann et son avocat E. Randol Schoenberg contre l'État autrichien. | Restitutions à Maria Altmann le 18 juin 2006. |
|              | Gustav KlimtApfelbaum I, 1912                    | Collection Adele et Ferdinand Bloch-Bauer, Österreichische Galerie Belvedere, demande introduite par Maria Altmann et son avocat E. Randol Schoenberg contre l'État autrichien. | Restitutions à Maria Altmann le 18 juin 2006. |
|              | Gustav KlimtHäuser in Unterach am Attersee, 1916 | Collection Adele et Ferdinand Bloch-Bauer, Österreichische Galerie Belvedere, demande introduite par Maria Altmann et son avocat E. Randol Schoenberg contre l'État autrichien. | Restitutions à Maria Altmann le 18 juin 2006. |

## Belgique
| Illustration | Artiste et œuvre                                      | Collection d'origine / Origine de la demande                                                    | Résultat                                            |
| ------------ | ----------------------------------------------------- | ----------------------------------------------------------------------------------------------- | --------------------------------------------------- |
|              | Lovis Corinth, Blumenstilleben, huile sur toile, 1913 | Collection Emma et Gustav Mayer Demande fait auprès du Musées royaux des Beaux-Arts de Belgique | Restitué en juin 2021 aux petits-enfants du couple. |

## Canada
| Illustration | Artiste et œuvre                                                        | Collection d'origine / Origine de la demande | Résultat |
| ------------ | ----------------------------------------------------------------------- | --- | --- |
|              | Giorgio Vasari Les Noces de Cana huile sur toile, 1566                  | Collection d'art du musée de l'État hongrois Demande au musée des beaux-arts de Montréal                                                                          | Le tableau a été restitué à la Hongrie en janvier 1999.                                                                                       |
|              | Émile Vernet-Lecomte Aimée - Une jeune Égyptienne huile sur toile, 1869 | Collection Max Stern Demande à un vendeur anonyme chez Sotheby's à New York. Mis en vente en 2001, le tableau était en fait l'un des 250 de la galerie Max Stern. | le 19 octobre 2006, le vendeur, l'acheteur et l'exécuteur testamentaire de Max Stern concluent un accord pour une restitution sans condition. |
|              | Édouard Vuillard Le Salon de Madame Aron huile sur toile, 1911-1912     | Collection Alfred Lindon Demande à la Galerie nationale du Canada                                                                                                 | Le tableau est restitué le 24 septembre 2003.                                                                                                 |

## Espagne
| Illustration | Artiste et œuvre                                                                    | Collection d'origine / Origine de la demande                                                          | Résultat |
| ------------ | ----------------------------------------------------------------------------------- | --- | --- |
|              | Camille Pissarro Rue Saint-Honoré, après midi, effet de pluie huile sur toile, 1897 | Collection Lily Cassirer Demande au musée Thyssen Bornemisza (Espagne)                                | La restitution est refusée en février 2006.                                                                                  |
|              | André Masson Métamorphose huile sur toile, vers 1930                                | Collection Pierre David Weill Demande au musée national Centro de Arte reina Sofia à Madrid (Espagne) | Le tableau avait été vendu plusieurs fois ; en 1995, il a été acheté par le musée national. Un accord amiable est intervenu. |

## États-Unis
| Illustration | Artiste et œuvre                                                        | Collection d'origine / Origine de la demande | Résultat |
| ------------ | ----------------------------------------------------------------------- | --- | --- |
|              | François Boucher Les Amoureux jeunes huile sur toile, XVIIIe siècle     | Collection André Jean Seligmann Demande à l'Utah Museum of Fine Arts (États-Unis) | Restitué en avril 2004, |
|              | El Greco Le Mont Sinaï huile sur toile, vers 1600                       | Collection Ferenc Hatvany (François de Hatvany) Demande au Metropolitan Museum of Art de New York et au musée d'Heraklion (Grèce). Le tableau avait été mis en sécurité lors de l'entrée des troupes allemandes à Budapest (Hongrie) en 1944 ; on ignore comment il a refait surface dans le marché de l'art en 1945. | La restitution a été rejetée,                                                                                                  |
|              | Marc Chagall L'Échelle de Jacob Peinture vers 1930                      | Collection Erna Menzel Le tableau a été dérobé en 1941 par l'ERR à Bruxelles (Belgique). Après la guerre, il s'est retrouvé dans une collection privée aux États-Unis. En 1966, Erna Menzel a connaissance du lieu où se trouve le tableau et en demande la restitution.                                              | Le 22 octobre 1966, la Cour suprême de New York accède à cette demande. Menzel v. List (en) est le premier cas aux États-Unis. |
|              | Gustave Courbet Le Grand Pont huile sur toile, 1864                     | Collection Josephine Weinmann Demande à l'Université Yale (États-Unis) | Restitué le 23 octobre 2001 |
|              | Corneille de Lyon Portrait de Jean d'Albon huile sur toile, XVIe siècle | Collection Julius Priester Le tableau avait été saisi par la Gestapo en 1938 à Vienne (Autriche) puis s'est retrouvé aux États-Unis, au Virginia Museum of Fine Arts. | Restitution en mai 2004. |
|              | Lucas Cranach l'Ancien Adam et Ève Huile sur toile vers 1530            | Collection Jacques Goudstikker Demande au Norton Simon Museum Le diptyque avait été retiré en 1931 de la collection Stroganoff dans la maison d'enchères Rudolph Lepke puis acquis par Goudstikker ; il a été restitué après 1945 par le gouvernement néerlandais à Stroganoff qui l'a vendu à Norton Winfred Simon.  | La demande de Marei von Saher-Langenbein a été finalement rejetée par la justice en 2012,                                      |
|              | Henri Matisse Ruisseau dans les Alpes huile sur toile, 1907             | Collection Alphonse Kann Demande à la Menil Collection à Houston (Texas) | Compensation financière le 22 janvier 2002, le tableau est resté au musée,.                                                    |
|              | Fernand Léger Fumée au-dessus des toits, huile sur toile, 1911          | Collection Alphonse Kahn Demande au Minneapolis Institute of Art (États-Unis) | Restitué en 2008 aux ayants droit.                                                                                             |

## France
| Illustration | Artiste et œuvre | Collection d'origine / Origine de la demande | Résultat |
| ------------ | --- | --- | --- |
|              | Georges Braque L'Homme à la guitare huile sur toile, 1911/1912                                                         | Collection Alphonse Kann Demande au Centre Pompidou | Œuvre faisant partie d'un protocole global d'indemnisation entre l'État français et les ayants droit Kann signé en 2005.                                                                          |
|              | Georges Braque Table avec blague à tabac huile sur toile, 1930                                                         | Collection Paul Rosenberg Demande à Madame de Chambrun (fille de Pierre Laval) | C'est dans une vente aux enchères en juin 1974 que le tableau de la Collection Rosenberg est reconnu ; la nouvelle propriétaire l'a restitué aux héritiers.                                       |
|              | Bernardo Bellotto dit Canaletto Vue de l'église de la Salute depuis l'entrée du Grand Canal huile sur toile, vers 1730 | Collection Bernhard Altmann Demande au Musée des Beaux-Arts de Strasbourg | La ville de Strasbourg a versé 2,5 millions d’euros (dont 0,5 proviennent du mécénat) aux héritiers Altmann.                                                                                      |
|              | Albert Gleizes Paysage huile sur toile, 1911                                                                           | Collection Alphonse Kann Demande au musée national d'art moderne, Centre Pompidou | Restitué en juillet 1997. |
|              | François Marius Granet La Mort de Nicolas Poussin en 1665 dessin, 1833                                                 | Collection Alphonse Kann Demande au musée du Louvre | Restitué le 16 mars 1998. |
|              | Frans Hals Portrait du pasteur Adrianus Tegularius huile sur toile, vers 1650                                          | Collection Adolphe Schloss Demande à Adam Williams, Newhouse Galleries | La peinture avait été saisie par la police française dans une vente publique et le vendeur avait été temporairement emprisonné. Le tableau est finalement restitué aux héritiers en juillet 2001. |
|              | Gustav Klimt Die Erfüllung Gouache, Werkvorlage zum Stoclet-Fries, 1905/1909                                           | Collection Karl Grünwald Demande au Musée d'Art Moderne de Strasbourg | Restitution le 11 janvier 1999 sur décision judiciaire. |
|              | Fernand Léger La Femme en rouge et vert huile sur toile, 1914                                                          | Collection Leonce Rosenberg Demande au musée national d'art moderne, Centre Pompidou | Restitution aux héritiers en février 1999. |
|              | Léon Lhermitte Les Glaneuses huile sur toile, 1898                                                                     | Collection Levy de Benzion conservée en République fédérale d'Allemagne jusqu'en 1989, remis à l'État français en 1994, puis par l'État français aux ayants droit Lévi de Benzion | Restitué le 6 novembre 1996. |
|              | Henri Matisse Mur rose huile sur toile, 1898                                                                           | Collection Harry Fuld Demande au gouvernement[Lequel ?] | Restitution aux héritiers le 27 novembre. |
|              | Claude Monet Nymphéas (1904) huile sur toile, 1904                                                                     | Collection Paul Rosenberg Demande à la Collection nationale[Laquelle ?] | Restitution aux héritiers le 29 avril 1999. |
|              | Pablo Picasso Tête de femme huile sur toile, 1921                                                                      | Collection Alphonse Kann Demande au musée national d'art moderne, Centre Pompidou | Restitution en 2003 sur décision judiciaire. |
|              | Egon Schiele Soleil d'automne II huile sur toile                                                                       | Collection Fritz Grünwald Demande à un collectionneur privé | Le tableau a été apporté en 2005 chez Christie's pour une expertise ; il a été reconnu comme provenant de la collection Grünwald et restitué aux héritiers.                                       |
|              | Bernardo Strozzi La Sainte Famille avec Jean-Baptiste huile sur toile, vers 1630                                       | Collection Frederico Gentili di Giuseppe Demande au musée du Louvre (France) | Restitution aux héritiers sur décision judiciaire en décembre 1999. |
|              | Giambattista Tiepolo Alexandre le Grand et Campaspe dans l'atelier d'Apelle huile sur toile, vers 1725-1726            | Collection Frederico Gentili di Giuseppe Demande au musée du Louvre (France) | Restitution aux héritiers sur décision judiciaire en décembre 1999. |
|              | Alessandro Magnasco Joueurs de cartes devant une cheminée huile sur toile, vers 1700                                   | Collection Frederico Gentili di Giuseppe Demande au musée du Louvre (France) | Restitution aux héritiers sur décision judiciaire en décembre 1999. |
|              | Alessandro Moretto Visitation de Marie huile sur toile, XVIe siècle                                                    | Collection Frederico Gentili di Giuseppe Demande au musée du Louvre (France) | Restitution aux héritiers sur décision judiciaire en décembre 1999. |
|              | Rosalba Carriera Portait de femmes huile sur toile, XVIIIe siècle                                                      | Collection Frederico Gentili di Giuseppe Demande au musée du Louvre (France) | Restitution aux héritiers sur décision judiciaire en décembre 1999. |
|              | D'après Antoine Watteau Concert dans un parc, huile sur toile, XVIIIe siècle                                           | Collection Edgar Stern. | Restitué en octobre 2020 aux ayants droit de Marguerite Stern |
|              | Cornelis Beelt (en) Intérieur d'écurie, huile sur bois, XVIIe siècle                                                   | Collection Edgar Stern. | Restitué en octobre 2020 aux ayants droit de Marguerite Stern |
|              | Mathys Schoevaerdts Place avec église, obélisque et passants, huile sur toile, XVIIe siècle                            | Collection Edgar Stern. | Restitué en octobre 2020 aux ayants droit de Marguerite Stern |
|              | Anonyme Scène dans un parc, gouache, XVIIIe siècle                                                                     | Collection Edgar Stern. | Restitué en octobre 2020 aux ayants droit de Marguerite Stern |
|              | Jean-Honoré Fragonard Scène galante, aquarelle, XVIIIe siècle                                                          | Collection Edgar Stern. | Restitué en octobre 2020 aux ayants droit de Marguerite Stern |
|              | Alexandre-Gabriel Decamps Deux Singes au piano, aquarelle, XIXe siècle                                                 | Collection Edgar Stern. | Restitué en octobre 2020 aux ayants droit de Marguerite Stern |
|              | Ernest Meissonier Joueurs d'échecs, dessin, XIXe siècle                                                                | Collection Edgar Stern. | Restitué en octobre 2020 aux ayants droit de Marguerite Stern |
|              | André Derain La Chapelle-sous-Crécy, huile sur toile, vers 1910                                                        | Collection René Gimpel. Demande au Musée Cantini et au Musée d'Art moderne de Troyes | Restitution aux héritiers de Gimpel en 2020. |
|              | André Derain Pinède, Cassis, huile sur toile, 1907                                                                     | Collection René Gimpel. Demande au Musée Cantini et au Musée d'Art moderne de Troyes | Restitution aux héritiers de Gimpel en 2020. |
|              | André Derain Vue de Cassis, huile sur toile, 1907                                                                      | Collection René Gimpel. Demande au Musée Cantini et au Musée d'Art moderne de Troyes | Restitution aux héritiers de Gimpel en 2020. |
|              | Camille Pissarro La Cueillette des pois, gouache, 1887                                                                 | Collection Simon Bauer Demande fait à un couple de particuliers l'ayant acheté aux enchères à Christie's en 1995. | Restitué à l'héritier de Simon Bauer, son petit-fils Jean-Jacques en 2020. |
|              | Giambattista Tiepolo Un berger, dessin                                                                                 | Collection Jules Strauss Demande au Musée du Louvre (France) | Restitué à ses petits-enfants en février 2021. |
|              | Gustav Klimt Rosier sous les arbres, huile sur toile, v. 1905                                                          | Collection Nora Stiasny Demande au Musée d'Orsay (France) | Restitué à ses ayants droit en mars 2022. |
|              | Giuseppe De Nittis Trois Femmes sous la pluie, huile sur toile                                                         | Collection Armand Dorville Mise en vente par la maison Wetterwald et Rannou-Cassegrain à Nice, il est finalement authentifié comme une œuvre de la collection Dorville lors de sa mise en vente. | Restitué aux ayants droit le 23 mars 2021. |
|              | Max Pechstein Nus dans un paysage, huile sur toile, 1912                                                               | Collection Hugo Simon. Demande auprès du Palais de Tokyo. | Restitué à son arrière-petit-fils Rafael Cardoso Denis en juillet 2021. |
|              | Georges Michel Paysage, aquarelle, XIXe siècle                                                                         | Collection Moïse Levy de Benzion Demande auprès de la Réunion des musées nationaux et du Grand Palais des Champs-Élysées (France) | Restitution à ses ayants droit en décembre 2021. |
|              | Paul Delaroche Portrait de femme, dessin, XIXe siècle                                                                  | Collection Moïse Levy de Benzion Demande auprès de la Réunion des musées nationaux et du Grand Palais des Champs-Élysées (France) | Restitution à ses ayants droit en décembre 2021. |
|              | Nicolas-Auguste Hesse Portrait de femme, dessin, 1837                                                                  | Collection Moïse Levy de Benzion Demande auprès de la Réunion des musées nationaux et du Grand Palais des Champs-Élysées (France) | Restitution à ses ayants droit en décembre 2021. |
|              | Jules Jacques Veyrassat Marée basse à Grandcamp, aquarelle, XIXe siècle                                                | Collection Moïse Levy de Benzion Demande auprès de la Réunion des musées nationaux et du Grand Palais des Champs-Élysées (France) | Restitution à ses ayants droit en décembre 2021. |
|              | Maurice Utrillo Carrefour à Sannois, huile sur toile, 1936-1937                                                        | Collection Georges Berheim Demande auprès du musée Utrillo-Valandon à Sannois (Val-d'Oise) | Restitution auprès du légataire universel de Georges Berheim le 19 mai 2022. |
|              | Manufacture des Gobelins Tenture des mois de Lucas : le mois d'avril ou le signe du taureau, tapisserie, XVIIIe siècle | Collection Gabrielle Philippson Demande auprès de la Réunion des musées nationaux et du Grand Palais des Champs-Élysées (France) | Restitution auprès des ayants-droit en février 2022. |
|              | Anonyme Portrait de femme, huile sur toile, xviie siècle                                                               | Collection Gabrielle Philippson Demande auprès de la Réunion des musées nationaux et du Grand Palais des Champs-Élysées (France) | Restitution auprès des ayants-droit en février 2022. |
|              | Gustave Courbet La Ronde enfantine ou Sous les arbres à Port-Berteau, enfants dansant, Huile sur toile, 1862           | Propriété du résistant français Robert Bing, saisie à Paris en 1941 par des Einsatzstab Reichsleiter Rosenberg, placée au Jeu de Paume au profit d'Hermann Goering, puis dans des tunnels secrets en Bavière, l'oeuvre entre en possession du collectionneur suisse Kurt Meissner (soupçonné de pillage par les autorités américaines) puis du marchand d’art londonien, Arthur Tooth & Sons (en), en 1951, puis achetée par le révérend Éric Milner-White qui la donne au musée Fitzwilliam de Cambridge (Grande-Bretagne). | Restituée aux descendants de Robert Bing, en 2023. |

## Grande-Bretagne
| Illustration | Artiste et œuvre                                                                 | Collection d'origine / Origine de la demande                                                                               | Résultat |
| ------------ | -------------------------------------------------------------------------------- | --- | --- |
|              | Nicolò dell'Abbate Sainte Famille huile sur toile, XVIe siècle                   | Collection Arthur Feldmann Demande de restitution de ce tableau et de trois autres au British Museum                       | En avril 2006, les héritiers ont obtenu une compensation financière; le tableau est resté au musée.                                    |
|              | Lucas Cranach l'Ancien Vénus et l'Amour voleur de miel huile sur toile vers 1525 | Collection Emil Goldschmidt (jusqu'à 1909) National Gallery de Londres                                                     | Provenance incertaine : il est supposé qu'il s'agit d'un vol ; les propriétaires légitimes n'ont pas été retrouvés.                    |
|              | Albert Cuyp Portrait d'un gentleman, Jacob Gerritsz huile sur toile, 1631        | Collection Jacques Goudstikker Demande à Sotheby's                                                                         | Le tableau a été restitué le 30 octobre 2003.                                                                                          |
|              | Thomas de Keyser Résurrection du Christ Huile sur toile, XVIIe siècle            | Collection Jacques Goudstikker Demande à la galerie Rafael Valls de Londres                                                | Une compensation financière a été décidée le 29 juin 2006.                                                                             |
|              | Gerrit Lundens Chasseur courtisant une trayeuse Huile sur toile, XVIIe siècle    | Collection Jacques Goudstikker Demande de restitution à Christie's, Londres                                                | Une compensation financière a été décidée le 3 juillet 2006.                                                                           |
|              | Frans van Mieris l'Ancien A dog lying down Huile sur toile, XVIIe siècle         | Collection Arthur Feldmann Demande de restitution de ce tableau ainsi que de deux autres à l'Institut Courtauld de Londres | En janvier 2007 les héritiers et l'Institut ont conclu un accord : deux tableaux ont été restitués et le troisième est resté au musée. |
|              | Claude Monet Au Parc Monceau Huile sur toile, 1878                               | Collection Ludwig Kainer Demande à Sotheby's Lors de la mise aux enchères, il a été établi que ce tableau avait été volé.  | Un accord est intervenu entre les vendeurs et les héritiers de la collection Kaiser.                                                   |
|              | Egon Schiele Women hiding her face, 1912                                         | Collection Fritz Grunbaum Demande auprès du marchand d'art londonien Richard Nagy                                          | Les héritiers de Grunbaum, Timonthy Reif and David Fraenkel récupère les droits sur les œuvres en 2022.                                |
|              | Egon Schiele Sitting girl with black apron, 1911                                 | Collection Fritz Grunbaum Demande auprès du marchand d'art londonien Richard Nagy                                          | Les héritiers de Grunbaum, Timonthy Reif and David Fraenkel récupère les droits sur les œuvres en 2022.                                |

## Hongrie
| Illustration | Artiste et œuvre                                                                          | Collection d'origine / Origine de la demande                               | Résultat |
| ------------ | ----------------------------------------------------------------------------------------- | -------------------------------------------------------------------------- | --- |
|              | Lucas Cranach l'Ancien L'Annonciation à Joachim Huile sur toile, 1518                     | Collection Mór Lipót Herzog Demande aux Collections nationales hongroises. | En juillet 2010, les héritiers ont obtenu devant la Cour du district de Washington la restitution de ce tableau ainsi que de 39 autres par la République de Hongrie. |
|              | Francisco de Zurbarán Saint André Huile sur toile, vers 1630–1632                         | Collection Mór Lipót Herzog Demande aux Collections nationales hongroises. | En juillet 2010, les héritiers ont obtenu devant la Cour du district de Washington la restitution de ce tableau ainsi que de 39 autres par la République de Hongrie. |
|              | Gustave Courbet Le Château de Blonay (neige) Huile sur toile, vers 1875                   | Collection Mór Lipót Herzog Demande aux Collections nationales hongroises. | En juillet 2010, les héritiers ont obtenu devant la Cour du district de Washington la restitution de ce tableau ainsi que de 39 autres par la République de Hongrie. |
|              | El Greco L'Agonie dans le jardin (Christ au Mont des oliviers) Huile sur toile, vers 1610 | Collection Mór Lipót Herzog Demande aux Collections nationales hongroises. | En juillet 2010, les héritiers ont obtenu devant la Cour du district de Washington la restitution de ce tableau ainsi que de 39 autres par la République de Hongrie. |
|              | Mihály Munkácsy Dusty Road (Poros út) Huile sur toile, 1874                               | Collection Jenô Vida Demande au Szépmûvészeti Múzevers de Budapest         | Restitué le 26 novembre 2002. |
|              | Mihály Munkácsy Deux Familles Huile sur toile, 1877                                       | Collection Jenô Vida Demande au Szépmûvészeti Múzevers de Budapest         | Restitué le 26 novembre 2002. |
|              | Mihály Munkácsy Les Visiteurs du bébé Huile sur toile, 1879                               | Collection Jenô Vida Demande au Szépmûvészeti Múzevers de Budapest         | Restitué le 26 novembre 2002. |
|              | Mihály Munkácsy Le Christ devant Pilate Huile sur toile, étude, 1880                      | Collection Jenô Vida Demande au Szépmûvészeti Múzevers de Budapest         | Restitué le 26 novembre 2002. |

## Israël
| Illustration | Artiste et œuvre                                                       | Collection d'origine / Origine de la demande | Résultat |
| ------------ | ---------------------------------------------------------------------- | --- | --- |
|              | Edgar Degas Quatre Danseuses nues en repos Dessin au charbon, 1898     | Collection Goudstikker Demande au musée d'Israël de Jérusalem | Le tableau a été restitué aux héritiers en mars 2005 puis laissé en dépôt au musée.                                                          |
|              | Paul Klee Danse du voile Dessin                                        | Collection Harry Fuld Demande au musée d'Israël de Jérusalem Ce dessin est arrivé au musée dans les années 1950 sans que l'on connaisse les circonstances du vol. | C'est en septembre 2010 que le dessin a été reconnu comme ayant appartenu à la collection Harry Fuld. Il a alors été restitué aux héritiers. |
|              | Camille Pissarro Boulevard Montmartre, printemps Huile sur toile, 1897 | Collection Max Silberberg | Restitué aux héritiers en février 2002 puis laissé en dépôt au musée.                                                                        |

## Italie
| Illustration | Artiste et œuvre                                                                      | Collection d'origine / Origine de la demande                                                                            | Résultat                                                                                                  |
| ------------ | ------------------------------------------------------------------------------------- | --- | --- |
|              | Sandro Botticelli Portrait d'un jeune homme à la casquette rouge Huile sur bois, 1484 | Collection Fritz Gutmann demande à un citoyen italien anomyme                                                           | Restitué en mars 1997 aux héritiers de Fritz Gutmann.                                                     |
|              | Romanino Le Christ portant sa croix, huile sur toile, vers 1542-1543                  | Collection Federico Gentile di Giuseppe Demande au musée Mary Brogan Museum of Art & Science de Tallahassee en Floride. | Restitué aux héritiers de Federico Gentile di Giuseppe 18 avril 2012 sur ordonnance d'un tribunal fédéral |

## Japon
| Illustration | Artiste et œuvre                                                   | Collection d'origine / Origine de la demande                                            | Résultat |
| ------------ | ------------------------------------------------------------------ | --------------------------------------------------------------------------------------- | --- |
|              | Paul Klee Fliegenstadt Aquarelle, 1921                             | Collection Lissitzky-Küppers Demande à Kiyomizu Sannenzaka et au musée de Kyoto (Japon) | Restitué aux héritiers le 29 janvier 2001. |
|              | Alfred Sisley Soleil de Printemps - Le Loing Huile sur toile, 1892 | Collection Louis Hirsch Demande à un collectionneur japonais inconnu                    | Le tableau a été restitué le 24 mars 2004,après une procédure litigieuse. Il est remis à la famille de Louis Hirsch le 18 juin lors d'une cérémonie à Paris et mis en vente le 3 novembre de cette même année. |

## Liechtenstein
| Illustration | Artiste et œuvre                                                   | Collection d'origine / Origine de la demande                     | Résultat                                                                  |
| ------------ | ------------------------------------------------------------------ | ---------------------------------------------------------------- | ------------------------------------------------------------------------- |
|              | Wilhelm Leibl Jeune Fille devant une fenêtre Dessin du XIXe siècle | Collection Max Silberberg Demande à la Fondation Ratjen de Vaduz | Restitué en 1999 sur la base d'une somme équivalente à la valeur actuelle |

## Pays-Bas
| Illustration | Artiste et œuvre                                                                   | Collection d'origine / Origine de la demande                                                                           | Résultat                                 |
| ------------ | ---------------------------------------------------------------------------------- | --- | ---------------------------------------- |
|              | Vassily Kandinsky, Bild mit Häusern (Peinture avec maisons), huile sur toile, 1909 | Demande de restitution adressée en 2013 auprès du Stedelijk Museum Amsterdam par les descendants d'Emmanuel Lewenstein | Restitué en février 2022 aux héritiers,. |

## République tchèque
| Illustration | Artiste et œuvre                                                           | Collection d'origine / Origine de la demande | Résultat                                                                    |
| ------------ | -------------------------------------------------------------------------- | --- | --------------------------------------------------------------------------- |
|              | František Kupka Composition abstraite Huile sur toile, vers 1920           | Collection Jindrich Waldes Demande à la Galerie nationale de Prague. Jindrich Waldes a fui aux États-Unis en 1939 lors de l'occupation de Prague par les nazis ; sa collection a été confisquée. | La collection a été restituée aux héritiers en 1996.                        |
|              | Otakar Nejedly Paysage Huile sur toile, vers 1920                          | Collection Oskar Federer Demande à la East Bohemian Gallery of Fine Arts de Pardubice ; Exemple de tableau d'une collection de 21 œuvres d'art.                                                  | La collection a été restituée aux héritiers en novembre 2007.               |
|              | Rembrandt (école) Le Juif au bonnet de fourrure Huile sur toile, vers 1660 | Collection Adolphe Schloss Demande à la Galerie nationale de Prague | Le tableau a été restitué le 25 juin 2002 aux héritiers d'Alphonse Schloss. |
|              | Paul Signac Barque sur la Seine Huile sur toile, vers 1901                 | Collection Emil Freund / demande au musée juif de Prague. Exemple d'un tableau parmi une collection de 12 œuvres d'art.                                                                          | La collection a été restituée en décembre 2008.                             |

## Suisse
| Illustration | Artiste et œuvre                                                           | Collection d'origine / Origine de la demande                                           | Résultat |
| ------------ | -------------------------------------------------------------------------- | -------------------------------------------------------------------------------------- | --- |
|              | Pierre Bonnard La Vénus de Cyrène Huile sur toile                          | Collection Bernheim Jeune Demande au Kunstmuseum de Bâle (Suisse)                      | Un accord a été conclu le 8 juillet 1998 : le tableau est resté au musée                                                                                         |
|              | John Constable Dedham from Langham Huile sur toile                         | Collection John et Anna Jaffe Demande au musée des beaux-arts de La Chaux-de-Fonds     | Restitué le 16 mai 2008 |
|              | Wassily Kandinsky Improvisation Nr. 10 Huile sur toile                     | Collection Sophie Lissitzky-Küppers Demande à la Fondation Beyeler                     | Restitué par compensation financière ; le tableau est resté au musée.                                                                                            |
|              | Max Liebermann École de couture à l'orphelinat d'Amsterdam Huile sur toile | Collection Max Silberberg Demande au Bündner Kunstmuseum de Chur                       | Restitué le 11 mai 1999, aujourd'hui au Von-der-Heydt-Museum, de Wuppertal                                                                                       |
|              | Édouard Manet La Sultane Huile sur toile 1871                              | Collection Max Silberberg Demande à la Fondation et Collection Emil G. Bührle (Zurich) | La fondation a refusé la restitution. |
|              | Henri de Toulouse-Lautrec Le Premier Tricot Huile sur toile,               | Collection Jakob Goldschmidt Demande au héritiers de Jacques Koerfer                   | Après 12 ans de bataille juridique, le Tribunal fédéral suisse a ordonné la restitution de ce tableau ainsi que du tableau Dans la loge du même Toulouse-Lautrec |